# S-діапазон
S-діапазон або S-смуга — загальновідоме позначення введене Інститутом інженерів з електротехніки і електроніки (IEEE) для частини мікрохвильового смуги електромагнітного спектру що займає частоти від 2 до 4 гігагерц (ГГц). Таким чином цей діапазон перетинає загальноприйняту межу між смугами дециметрових хвиль (UHF) і сантиметрових хвиль (SHF) в 3,0 ГГц.  S смуга використовується метеорологічними радарами, корабельними радарами, і деякими супутниками зв'язку, особливо такими що використовує NASA для комунікації із Спейс Шаттлом і Міжнародною космічною станцією. Радари  займають смугу приблизно від 1,55 до 5,2 ГГц. До S смуги також відноситься 2,4–2,483 ГГц частотний діапазон ISM, що широко використовується для малопотужних неліцензованих мікрохвильових пристроїв, таких як радіотелефони, бездротові навушники (Bluetooth), бездротові мережі (WiFi), дистанційні пристрої для відкривання воріт, автомобільні ключі, системи спостереження за дитиною, а також медичні діатермічні машини і мікрохвильові печі (зазвичай на частоті 2,495ГГц).

## Використання
Бездротове мережеве обладнання, що сумісне із стандартами IEEE 802.11b і 802.11g використовує 2,4 ГГц смугу S діапазону. Деякі цифрові бездротові телефони також працюють на цих частотах. Мікрохвильова піч використовує частоту в 2495 або 2450 МГц. Стандарти IEEE 802.16a і 802.16e також займають частину частотного S-діапазону; під стандартами WiMAX більшість виробників обладнання сьогодні використовують діапазон в 3,5 ГГц. Точна частота, для такого типу застосування є різною в різних країнах.
В Північній Америці, 2,4–2,483 ГГц називається ISM-діапазоном, що використовується для пристроїв нерегламентованого спектру таких як бездротові телефони та гарнітури і кімнатні відеопередавачі, в тому числі Bluetooth, який працює на частотах між 2,402 ГГц і 2,480 ГГц.
Аматорські радіо виділено дві зони в S смузі, 13 см (2.4 ГГц) і 9 см(3.4 ГГц). Ретранслятори аматорського телебачення також працюють в цих діапазонах.